# 谭延闿墓
谭延闿墓，为中华民国國民政府第二任主席谭延闿的墓葬，位于南京紫金山灵谷寺东北。

## 历史沿革

### 修建
1930年9月22日，谭延闿突发脑溢血在南京逝世，中华民国国民政府决定举行国葬，宋子文任国葬典礼办事处主席委员，蒋中正主祭。次日举行大殓，停灵中央党部。国民政府命令：所有南京各机关自即日起，京外各机关自收到电令之日起，下半旗三日，停止一切娱乐宴请，外交部函知各国公使哀悼。10月17日移灵第一公园并举行典礼，蒋介石、胡汉民、吴敬恒、宋子文、蔡元培等送殡，国民政府中央各院部、全国各地国民党党部纷纷举行公祭，各大报纸纷纷报道。
国民政府拨专款修墓，由国葬典礼办事处主持，选址灵谷寺东侧，占地300余亩，墓葬包含纪念堂、祭台、命令碑、纪念碑、牌坊、龙池及石墓等，由杨廷宝、关颂声和朱彬等人设计，基泰工程司负责设计监工。1931年9月，谭墓动工，次年12月完全建成，并于1933年1月9日举行盛大的落成典礼。谭墓一改传统布局，墓道依山而建、曲折蜿蜒，墓园巧妙与当地泉石林壑相结合，颇有江南园林特色。

### 破坏
在文革期间的破四旧运动中，谭延闿墓被毁。1967年秋，文革的文攻武卫阶段，造反派（红总、八·二七派）多次直指谭延闿墓，南京体育学院的红卫兵勒令当权派（中山陵园管理处）在三日内破墓开棺。管理处为防止红卫兵彻底毁墓，便主动着手开棺。管理处请来栖霞区铅锌锰矿开采队掀开墓包最外层的花岗岩石条，后用炸药炸开粘土层及钢筋水泥层，随后开棺。棺中有浓烈的福尔马林的味道，谭延闿身覆国民党党旗，遗体没有腐烂，左手一条手帕，右手一把扇子。谭延闿口中的金牙被敲掉后于当晚九时许，被抬入附近被掘开的另一位国军将军的墓坑中浇上汽油焚烧，焚尸后就地掩埋，楠木棺材后被卖给长江机械厂做模具。此至1981年，谭延闿墓穴一直散乱敞开。

### 修复
1979年，中央统请字（1979）第33号文件指示：“对在辛亥革命前后，国民党的一些知名人士，如秋瑾、黄兴、宋教仁、谭延闿、胡汉民、朱执信等的坟墓，如有破坏，也拟告有关地方予以适当修复。”1980年，南京市园林部门从旅游角度适当修复了谭延闿墓区内的亭、榭、桥、路等，但谭墓本身未作修复。1980年12月2日，中央统战部通知江苏省委统战部和江苏省委对台工作领导小组：“对谭延闿墓的破坏情况进行了解，提出修复计划报省委审批，并告我们和国家文物局。争取在明年十月前完工。”修复工程由江苏省财政厅拨款1.5万元，由南京市园林处及中山陵园施工，于1981年5月初开始，10月左右完工。谭延闿尸骨被收殓入高60-70厘米的腰鼓型小口金黄色底荷花纹陶瓷坛，归葬原墓穴，再封土夯实为圆拱型，后扎钢筋浇注水泥作拱壳，墓座上的墓包外层用原花岗岩石条覆盖。
2001年6月25日，谭延闿墓被公布为第五批全国重点文物保护单位，归入中山陵。

## 图集

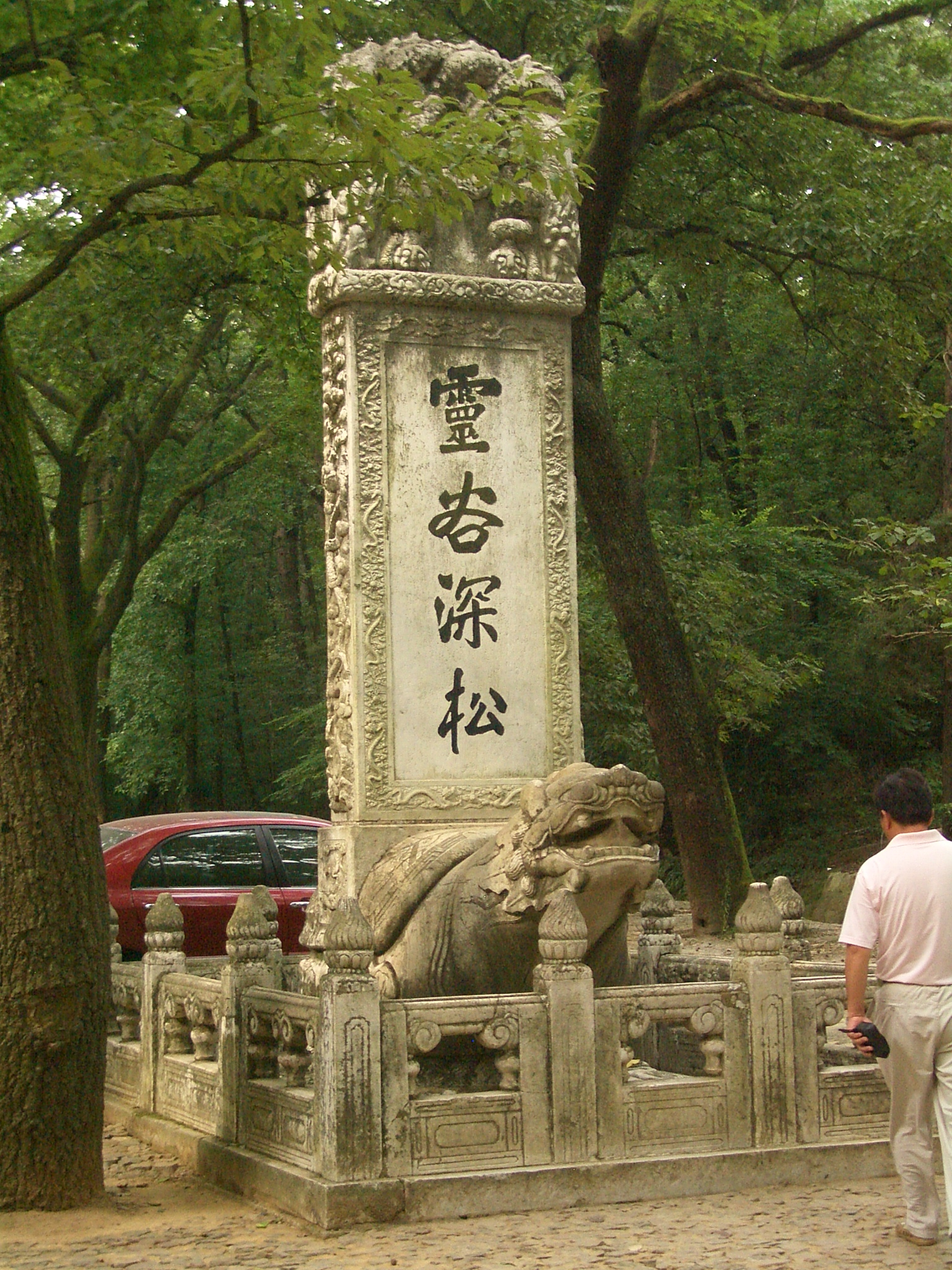
灵谷深松碑，即当年谭延闿墓墓碑
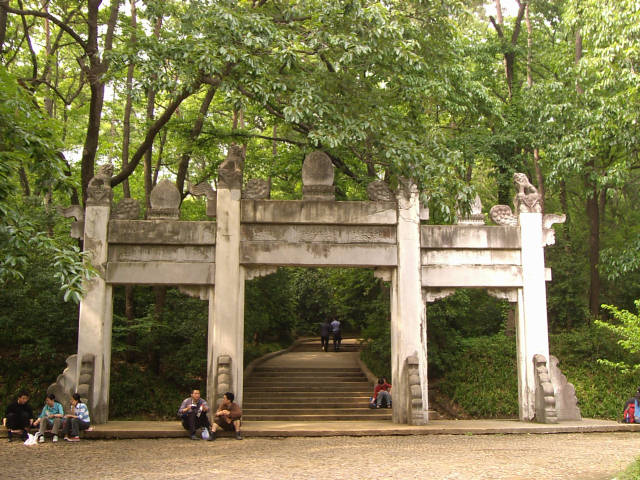
纪念牌坊
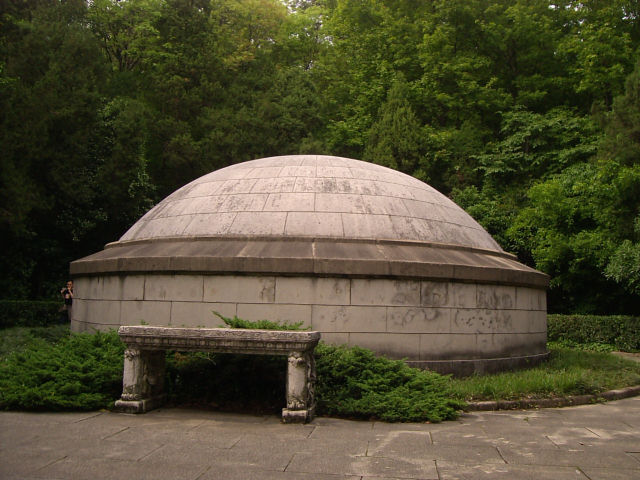
墓冢与祭台
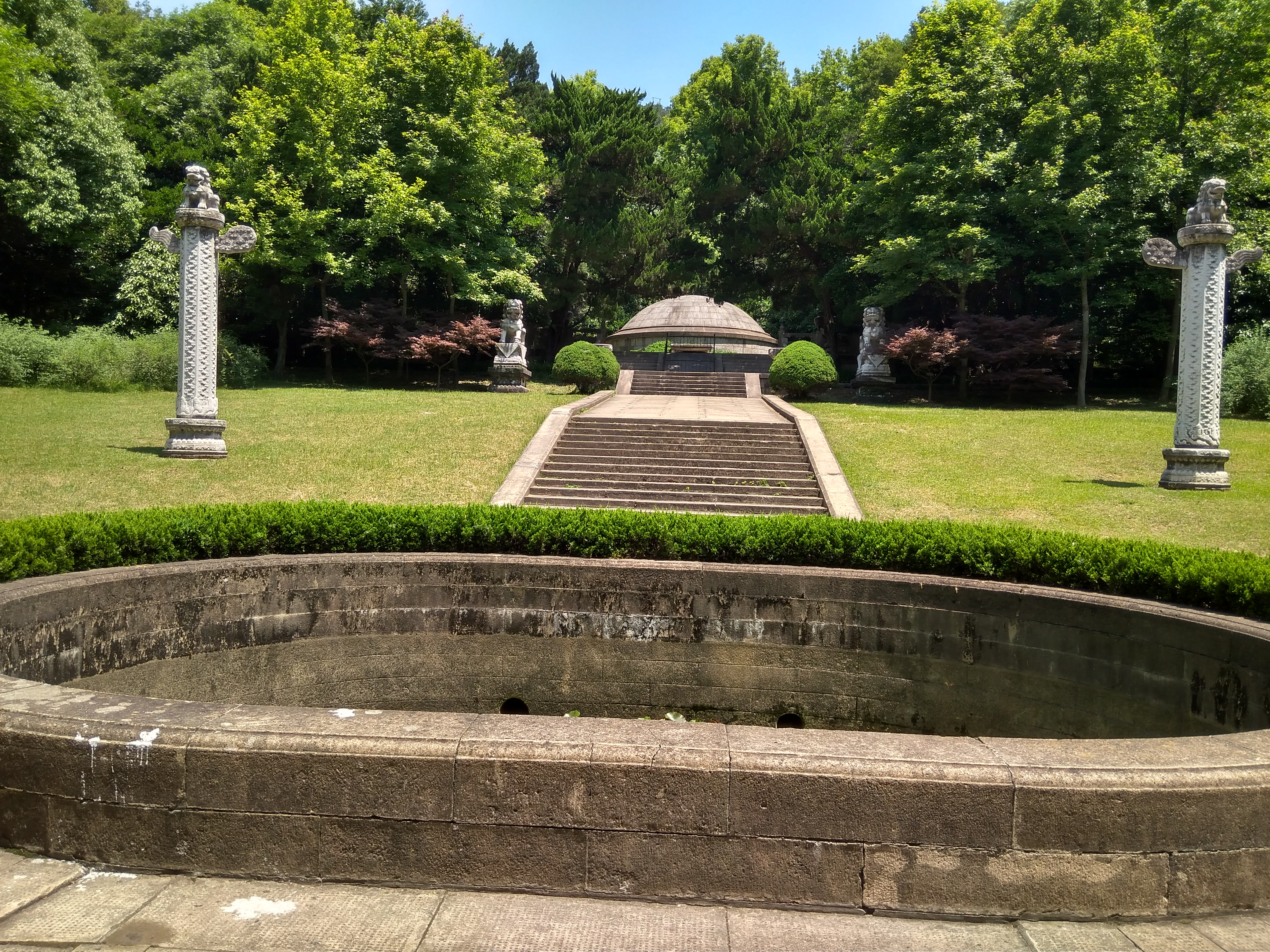
莲花池
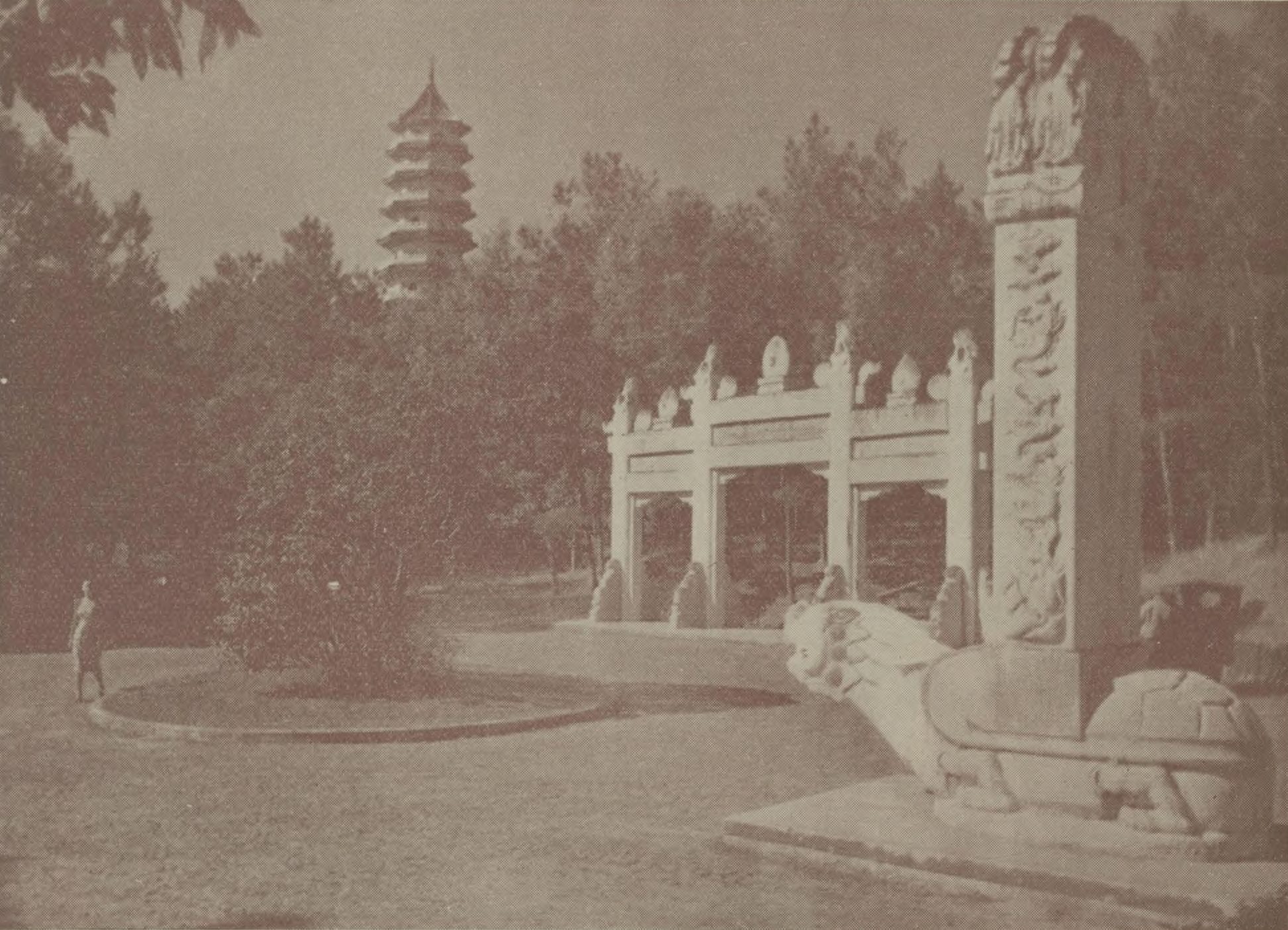
国民革命军阵亡将士公墓与谭延闿墓
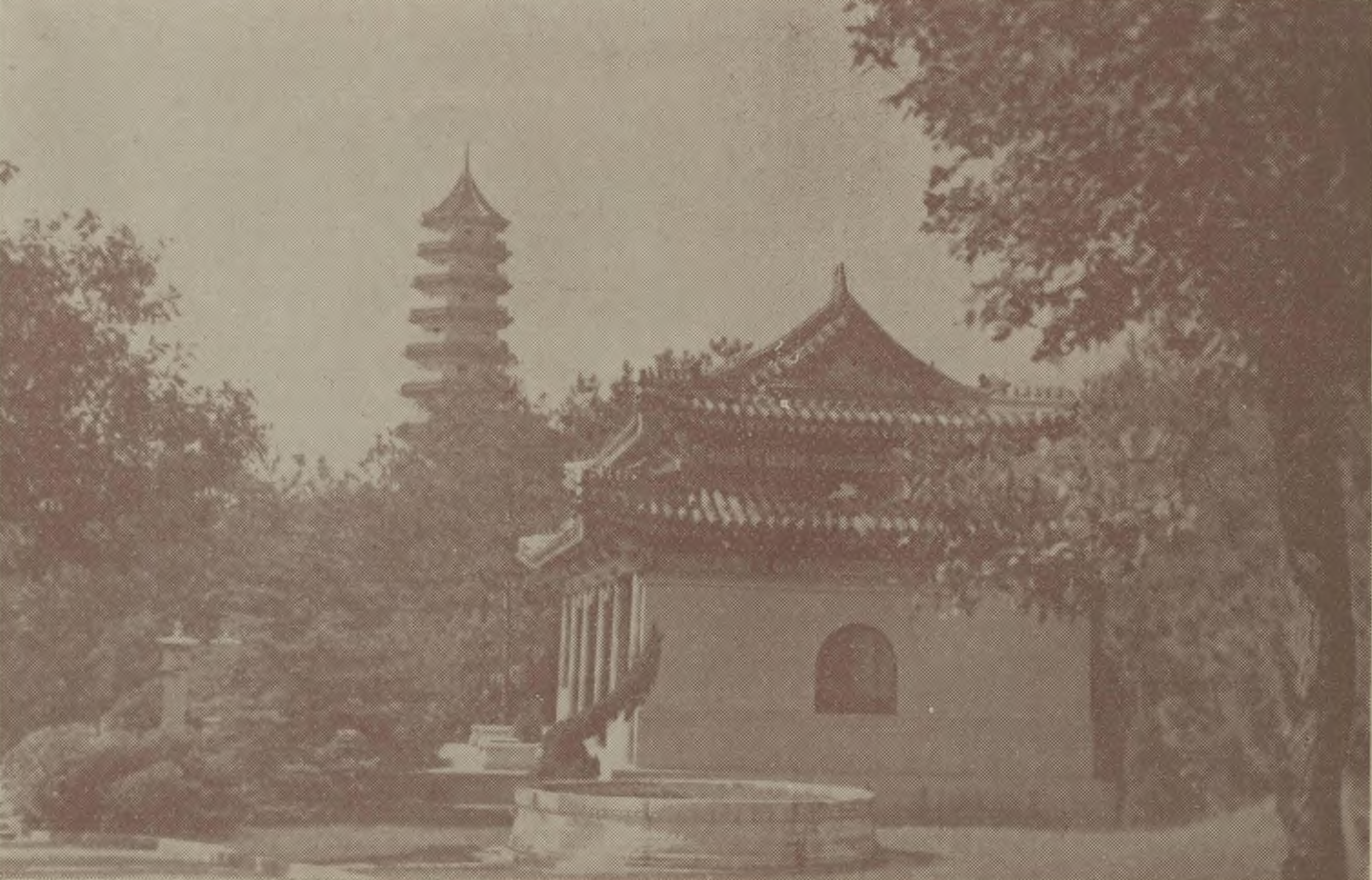
祭堂
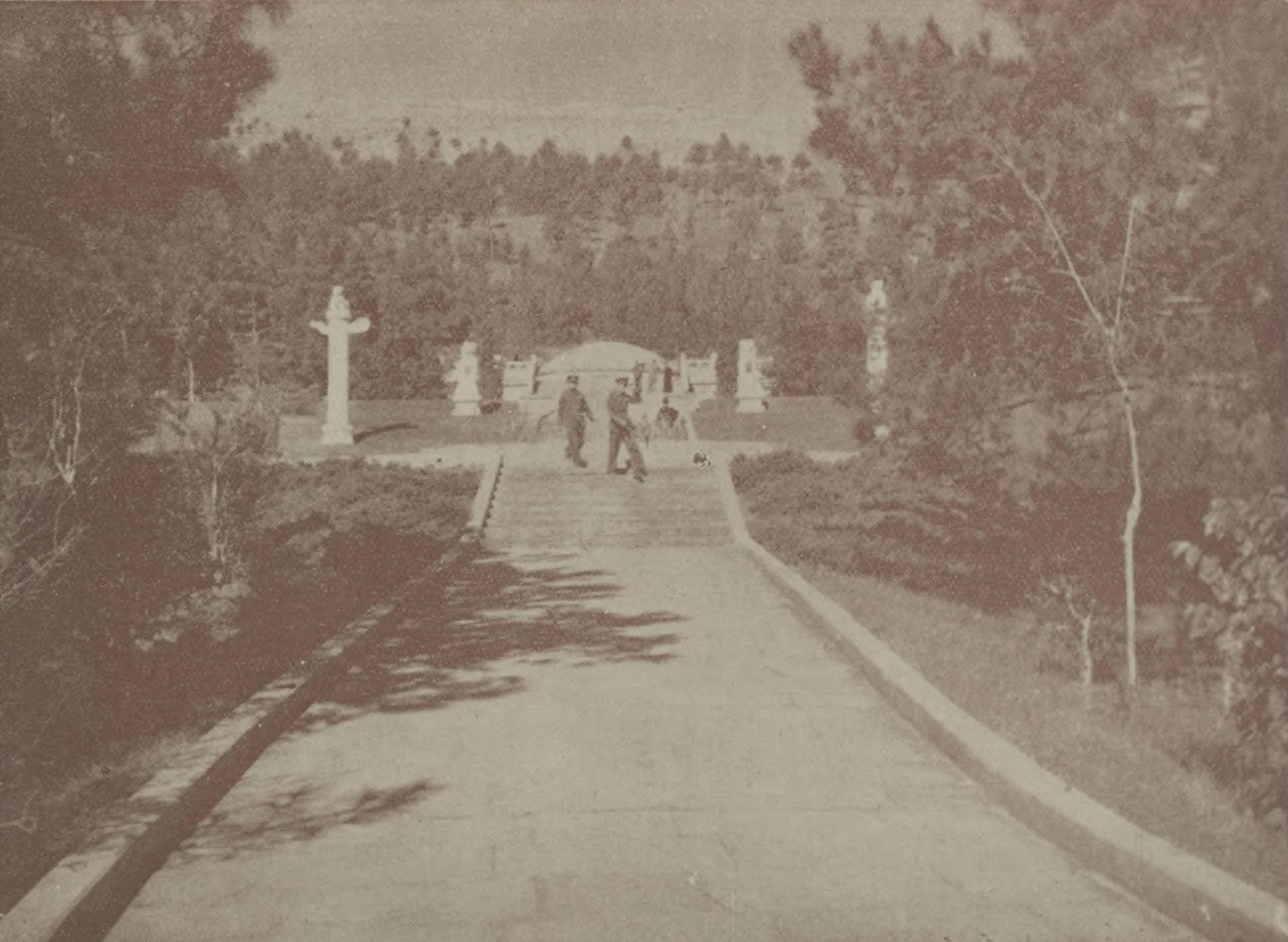
墓道
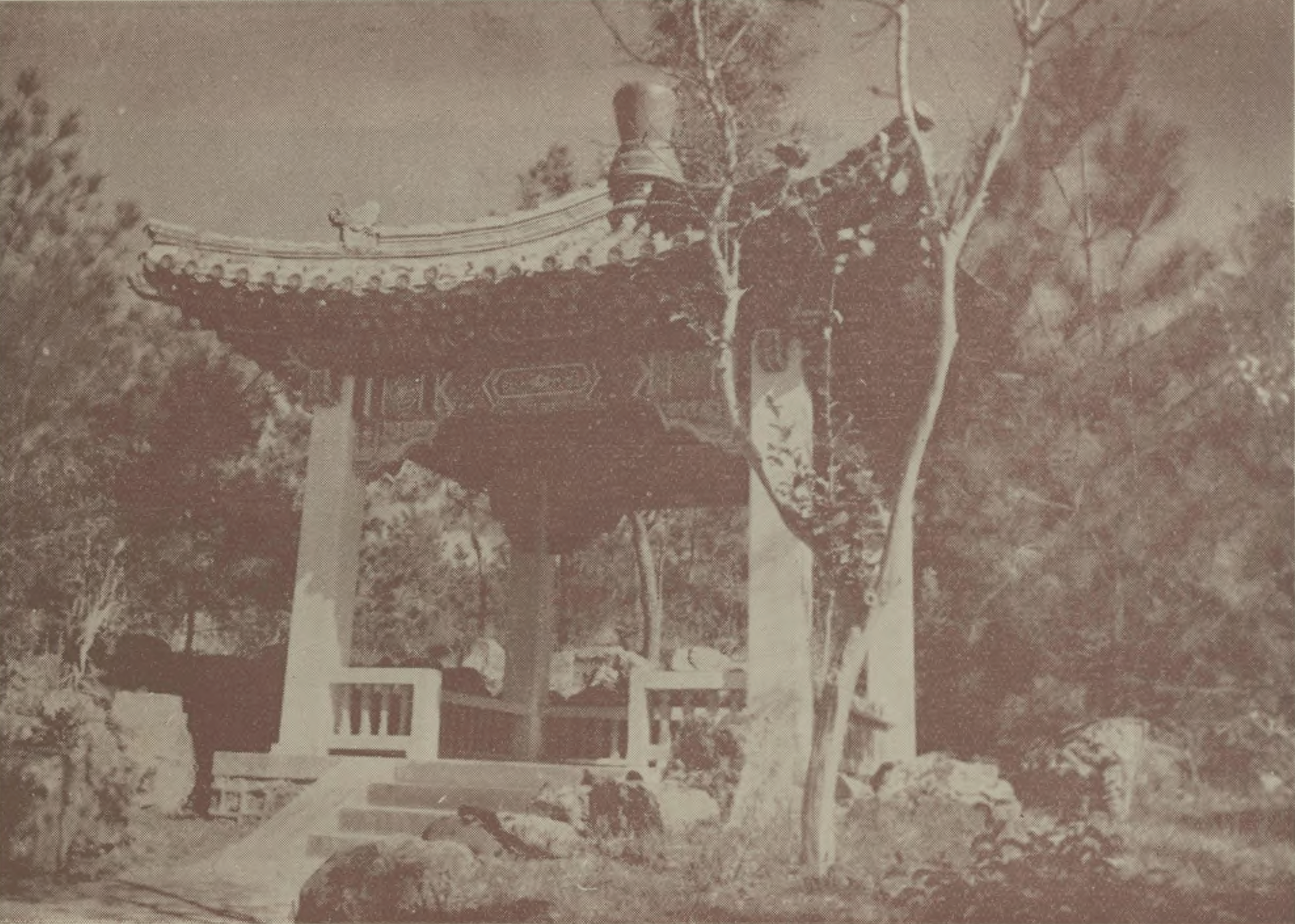
凉亭